# 核隐扇贝
核隐扇贝（学名：Cryptopecten nux），是莺蛤目海扇蛤科隐扇贝属的一种。主要分布于越南、中国大陆，常栖息在珠江口以南（潮下带30－100米）、水深39－41米、沙质泥、中沙、粗砂、泥、砂或贝壳底质。